# Onur Kaya
Onur Kaya (20 de abril de 1986) es un exfutbolista belga-turco que jugaba de mediocampista. Hizo su debut profesional siendo parte del S. B. V. Vitesse durante la temporada 2005-06.

## Clubes
| Club                  | País         | Año       |
| --------------------- | ------------ | --------- |
| S. B. V. Vitesse      | Países Bajos | 2005-2010 |
| Royal Charleroi S. C. | Bélgica      | 2010-2013 |
| K. S. C. Lokeren      | Bélgica      | 2014-2015 |
| S. V. Zulte Waregem   | Bélgica      | 2015-2018 |
| K. V. Mechelen        | Bélgica      | 2018-2022 |

## Palmarés

### Títulos nacionales
| Título          | Club                | País    | Año  |
| --------------- | ------------------- | ------- | ---- |
| Copa de Bélgica | K. S. C. Lokeren    | Bélgica | 2014 |
| Copa de Bélgica | S. V. Zulte Waregem | Bélgica | 2017 |
| Copa de Bélgica | K. V. Mechelen      | Bélgica | 2019 |